# 克里姆林宫塔
克里姆林宫塔楼是克里姆林宫周邊的防御設施，這些塔樓大多建於1490年代。 截至1680年代，大多數塔樓均已完工。目前克里姆林宫周邊共有19座塔楼。